# Fagopyrum dibotrys
|  | Dieser Artikel wurde aufgrund von formalen oder inhaltlichen Mängeln in der Qualitätssicherung Biologie im Abschnitt „Pflanzen“ zur Verbesserung eingetragen. Dies geschieht, um die Qualität der Biologie-Artikel auf ein akzeptables Niveau zu bringen. Bitte hilf mit, diesen Artikel zu verbessern! Artikel, die nicht signifikant verbessert werden, können gegebenenfalls gelöscht werden. Lies dazu auch die näheren Informationen in den Mindestanforderungen an Biologie-Artikel. |

Fagopyrum dibotrys ist eine Pflanzenart aus der Gattung Buchweizen (Fagopyrum) in der Familie der Knöterichgewächse (Polygonaceae). Selten wird die Kulturform Fagopyrum acutatum (Lehm.) Mansf. ex K.Hammer genannt und wird medizinisch, als Tierfutter sowie als Zierpflanze verwendet. Sie ist in den meisten Gebieten Chinas, in Bhutan, Nepal, Indien, Myanmar sowie Vietnam verbreitet.

## Beschreibung

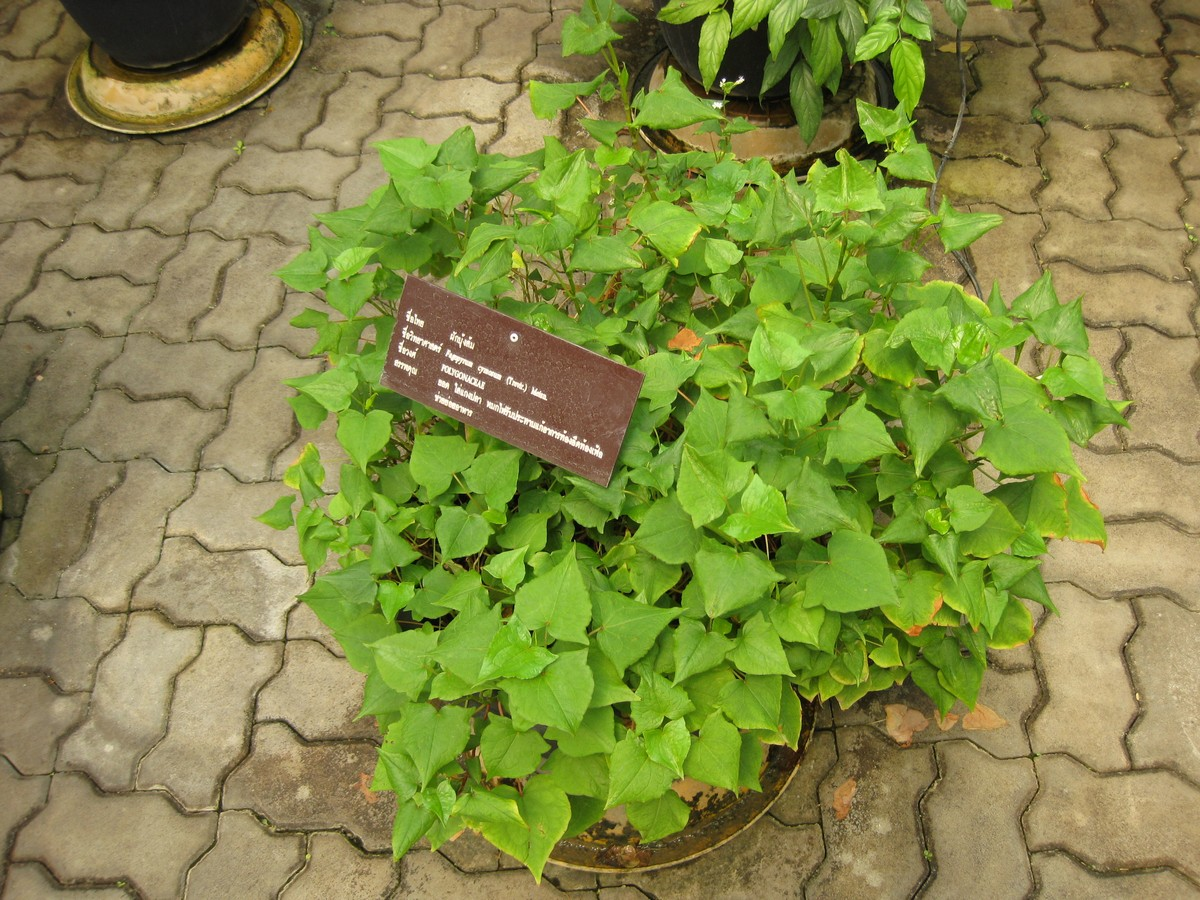
Habitus und Laubblätter von Fagopyrum dibotrys

## Inhaltsstoffe
Die Blüten weisen einen hohen Gehalt an Fagopyrin, einem Naphthodianthron-Derivat, auf. Fagopyrin ist bekannt für seinen fototoxischen Effekt, auch Fagopyrismus genannt.